# 玩命鈔劫
《玩命鈔劫》（英語：Wrath of Man）是一部2021年美英合拍的動作犯罪驚悚片，由蓋·瑞奇自編自導，翻拍自尼古拉斯·布克瑞夫的2004年法國電影《運鈔車》，講述一位犯罪首腦在執行一次任務時失去了兒子，使他為了找出真兇而臥底成運鈔車保安，就此踏上復仇之路。主演包括傑森·史塔森、赫特·麥卡藍、傑佛瑞·唐納文、拉茲·阿隆索、史考特·伊斯威特和喬許·哈奈特。
電影2021年5月7日在美國上映，英國7月23日上映。評價褒貶不一。

## 劇情
派翠克·希尔在一間名為福特柯（Fortico）的押运公司應徵運鈔員，上司泰瑞將派翠克引薦給绰号为“子弹”的押运员，子彈替给他起了“ H”的绰号并监督他的训练，但H的表現僅在及格邊緣，然後子彈安排自己和H、司機“冒汗小子”戴夫执行押送任务，但是戴夫卻對H感到十分鄙夷。一天，“子弹”在運鈔时突然被一個強盜團隊劫为人质，對方脅迫H和戴夫用運鈔車的200万美元換回子彈。当H和戴夫來到約定地方时，H突然以专业的枪法将他们杀光，雖然有FBI的人來調查也認出H的真實身分，但受到上司金恩的指示不能對H做任何舉動。后来有一次，有另一強盜團夥本來要對H的卡车发动袭击时脅迫子彈和H等人出來，其中一名領頭的强盗见到H的臉就突然撤退了。 H之后与一名仰慕自己的女同事黛娜發生關係，但是事後H在黛娜家發現一筆資金後并持枪逼迫询问她錢是从哪里来的，黛娜聲稱那筆資金是自己曾经从一家酒館偷來作為于退休储蓄。 H在確認黛娜沒有同夥和內應後沒有將他的錢取走也沒將她滅口，但同時警告她若有隱瞞事實將會對她的家人不利。
H的真實身分其实是黑幫頭目梅森·哈格里夫斯，H在第二次襲擊的遇到的劫匪則是他的部下麥克領導的。在五個月前某天H和儿子道吉外出时接到了一个电话，他的部下麥克要求他帮助提供一个运钞车的信息以便抢劫，本來其中負責勘查的部下碰上車禍被警察質詢，另一名部下莫吉剛好在運鈔公司踩點沒法及時趕到，即使H想要多陪伴他的兒子但他勉强同意了。 H把车停在运钞车公司出口旁高架桥的另一侧，并要求道吉在自己去仓库旁买吃的的时候在车里等候，順便向麥克透露了運鈔車的相關訊息。沒多久有輛運鈔車驶过桥下时遭到一群伪装成建筑工人的强盗的袭击，道吉與兩名運鈔員也被劫匪控制住，但是其中一名運鈔員反抗將一名劫匪的面罩取下不幸被道吉看到該名劫匪的臉，於是該名劫匪將兩名運鈔員以及道吉全部射殺。当H看到道吉被射殺時朝他们奔跑也被枪击，雖然身受重傷但幸存了下来，不過H在送醫前看到了射殺他兒子兇手的臉。
道吉的母亲认为H对道吉的死亡负责，於是H指示麥克等人必定要找到杀死道吉的人，雖然H沒有怪罪到麥克等人身上，麥克等人為了彌補自己間接害死道吉的過錯於是配合H的意願。首先H與FBI的高級探員金恩私下會面時達成協議，金恩給了一份嫌疑名單給H，H表示會替FBI剷除在黑名單上的人，條件是FBI默認他的行動。H在尋找黑名單上的目標並没有找到任何线索，之後麥克向H推斷這次的搶劫應該不是道上的人所為，而且手段專業極有可能會有內應，再加上他們的高調舉動可能會受到其他幫派的報復。H聽從麥克的建議飞回伦敦然後安排了一个联系人替H伪造一個身份，以及取得道吉的尸检报告和調查運鈔車公司職員的背景。而H因怕自己的臥底身份曝光因此沒把自己的計劃告知麥克等人，原本麥克等人也在打這間運鈔公司，隨後麥克等人發動搶劫時發現其中一名運鈔員是H後立即撤退。子彈也因此事開始懷疑H的身分。
伪装成建筑工人的强盗其实是一个由退伍排长傑克遜領導的團隊，成員大多都是曾駐軍在阿富汗的前士兵，這些人退伍後不是找不到正當工作就是接受不了退伍後的日子，而杀死運鈔員和道吉的男子为傑，唯一一個不服從命令的隊員。他们首先从一个富有的中东富豪抢劫，而其中的團隊成員卡洛斯是富豪的保鑣，但請中間人銷贓後卻只有几十万美元的分紅。雖然傑克逊制定與完成越來約多的搶劫計劃，他同時要求隊員絕不殺害無辜的人和隨時保持低調。之後他们他們打起搶劫柯押运公司的主意後並利用內應來開始进行抢劫，但是在五個月前那次搶劫時傑违背团伙不殺害無辜和保持低調的共識，不顧同夥的制止下杀死了两名押运员和道吉，同時還將搶劫來的分紅拿去買高級公寓。
五個月後杰克逊团队聚集在一起，商量了更大但更有风险的最后一次抢劫，准备在黑色星期五从福特柯押运公司的仓库窃取1.5亿美元，風險雖大而傑克遜也沒法保證隊員一定能平安無事。當天在驾驶押运车回仓库时，負責駕駛的“子弹”向H透露自己是傑克遜的內奸並要脅H配合，H為了將團隊全部一網打盡於是假意配合。傑克遜團隊全副武裝躲藏在卡车中进入仓库後开始劫持H和戴夫等人。一名運鈔員触发了警报後武器柜台后面的警衛开始向傑克遜開槍，但最終被击毙。此時H突然反擊勒死了卡洛斯，穿上卡洛斯的防彈衣然後釋放被俘虜的戴夫等人，戴夫被釋放後也開始對傑克遜等人反擊。子彈意识到他们可能难以成功後露出自己是內奸的真面目，將戴夫、黛娜和其他的押运员射殺并打傷了H。子弹、傑和重傷的傑克遜逃出了押运公司仓库，H在倒地時無意間發現傑的樣貌確實是當初射殺道吉的兇手。他们突破了警察的封锁和追逐後來到一个有隧道的地下车库，因為地下道沒被標示在地圖內，加上地形混雜所以可以輕鬆逃過警方追捕。在行動前團夥大家商議若大夥不幸陣亡時倖存者必須照料其他成員的家人，而先前發生的案例讓大夥不信任傑，原本杰克逊掏出手枪想要將試圖暗殺他的傑射殺，但卻被傑反過來將對方割喉杀死，然後對子彈謊稱傑克遜不幸陣亡，子弹不相信傑的說詞並拿枪试图杀死傑，但被傑搶先杀死了他然後将所有的钱都拿走。傑回到公寓里发现一个钱袋里突然手機响了，原來那是H用来追踪他而放置的。 H让傑看了道吉的尸检报告後H用同樣的方式將傑射殺。H向等在外面的金恩上交了傑的赃物，隨後与一名接應他同伙一起驱车离开。

## 演員
- 傑森·史塔森[4]飾演派翠克·「H」·希爾／梅森·哈格里夫斯（Patrick "H" Hill / Mason Hargreaves）
- 赫特·麥卡藍[5]飾演海登·「子彈」·布萊爾（Haiden "Bullet" Blaire）
- 傑佛瑞·唐納文[5]飾演傑克森·安斯利（Jackson Ainsley）
- 喬許·哈奈特[5]飾演「流汗男」戴夫·漢考克（“Boy Sweat” Dave Hancock）
- 妮亞·艾爾加（英语：Niamh Algar）[6]飾演黛娜·克魯斯（Dana Curtis）
- 史考特·伊斯威特[7]飾演阿傑（Jan）
- 道比·歐帕瑞飾演布萊德（Brad）
- 拉茲·阿隆索（英语：Laz Alonso）[5]飾演卡洛斯（Carlos）
- 勞爾·卡斯提洛[8]飾演山姆（Sam）
- 克里斯·雷利（英语：Chris Reilly）飾演提姆（Tim）
- 安迪·賈西亞飾演FBI探員金（FBI Agent King）
- 埃迪·馬森飾演泰瑞·羅西（Terry Rossi）
- 達雷爾·德席爾瓦（英语：Darrell D'Silva）飾演邁克（Mike）
- 巴布斯·奧盧桑莫昆（英语：Babs Olusanmokun）飾演莫吉（Moggy）
- 羅伯·德萊尼飾演布雷克·霍爾斯（Blake Halls）
- 伊萊·布朗（英语：Eli Brown）飾演道吉（Dougie）
- 琳恩·蕾妮（英语：Lyne Renée）飾演柯斯蒂（Kirsty）
- 奧斯汀·波斯特飾演劫匪
- 艾力克斯·福恩斯（英语：Alex Ferns）飾演約翰（John）
- 傑森·王（英语：Jason Wong）飾演FBI探員奧基（FBI Agent Okey）
- 馬克·阿諾德（英语：Mark Arnold (actor)）飾演蘇坡（Super）

## 製作

### 發展
2019年10月，據報導，英國籍導演蓋·瑞奇將為2004年法國電影《運鈔車》的英語翻拍版編寫劇本並執導。其未命名的翻拍版電影由米拉麥克斯影業製作並已從頻道製片公司那取得原版的重製權，米拉麥克斯的執行長比爾·布洛克和伊邦·阿特金森（Ivan Atkinson）也將擔任監製。該片也成為了美國電影市場展最熱門的項目之一；米高梅於11月收購了該片的製作，且將透過其合資企業聯美來負責美國的發行。

### 選角
傑森·史塔森於2019年10月加入該片並擔任主演，他過去曾在《兩根槍管》（1998年）、《偷拐搶騙》（2000年）和《玩命左輪》（2005年）中與導演瑞奇合作過；史塔森將飾演名為的角色，是個主要負責在洛杉磯各地運送高額現金的卡車司機。11月，史考特·伊斯威特、赫特·麥卡藍、傑佛瑞·唐納文、拉茲·阿隆索與喬許·哈奈特加入演出陣容。2020年1月，勞爾·卡斯提洛簽約加入了該片的演出。

### 拍攝
主要拍攝於2019年秋季或冬季在英國倫敦及美國加利福尼亞州洛杉磯開拍。2020年1月18日，導演瑞奇在他個人Twitter帳戶上表示，已完成了拍攝工作，有望在接下來的兩週內完成其初剪。

## 發行
《玩命鈔劫》原本定於2021年1月15日在美國上映。之後因COVID-19疫情影響而撤檔，改期為2021年4月23日；後來延期至5月7日。

## 反響

### 票房
在美國，《玩命鈔劫》上映首日在2875間戲院中300萬美元，其中包括週四晚間預售的50萬美元。首週末取得810萬美元的票房。男性佔整體觀眾的60%，其中25岁的年齡超過72%，35岁的年齡超過45%。在國際市場，電影賺進2520萬美元，其中俄羅斯的1200萬美元、澳大利亞的290萬美元、紐西蘭發行398571美元、中國發行980萬美元。
臺灣臺北上映首週收穫785萬新臺幣，位居當週票房冠軍。
| 上一届： 《鬼滅之刃劇場版 無限列車篇》 | 2021年美國週末票房冠軍 第19週    | 下一届： 《死亡漩渦：奪魂鋸新遊戲》 |
| 上一届： 《當男人戀愛時》              | 2021年台北週末票房冠軍 第18-20週 | 下一届： 不適用                     |

### 評價
在評論匯總媒體爛番茄上根據196條評論，電影新鮮度達67%，平均評分為6.3／10；該網站共識：「《玩命鈔劫》見識到蓋·瑞奇和傑森·史塔森的團聚，帶來了有趣而充滿動感的旅程。」Metacritic網站根據33位影評人而獲得57分（滿分100），象徵「評價兩極」。

## 備註
1. ↑  位於臺北市的電影院自2021年5月15日下午四點起因臺北市與新北市升級成第三級防疫警戒而關閉，直到7月13日起微解封開放。

## 外部連結
- 互联网电影数据库（IMDb）上《玩命鈔劫》的资料（英文）
- 爛番茄上《玩命鈔劫》的資料（英文）